# Bảo tàng Đường Hồ Chí Minh
Bảo tàng Đường Hồ Chí Minh  trực thuộc tổng công ty xây dựng Trường Sơn hay Cục Chính trị, Binh đoàn 12, Quân đội nhân dân Việt Nam là bảo tàng lịch sử có nhiệm vụ nghiên cứu, sưu tầm, kiểm kê, trưng bày, tuyên truyền giới thiệu các tài liệu, hiện vật có giá trị lịch sử, văn hoá, khoa học, phản ánh quá trình xây dựng, chiến đấu, trưởng thành, những sự tích anh hùng của Bộ đội Trường Sơn trong kháng chiến và trong công cuộc đổi mới đất nước. Tình đoàn kết chiến đấu của dân tộc ba nước Đông Dương trên con đường huyền thoại "Đường Hồ Chí Minh"

## Khái quát trưng bày
- Trường Sơn thủa ban đầu;
- Mở đường cơ giới lớn, tổ chức chiến đấu hợp đồng binh chủng chống chiến tranh phá hoạt của đế quốc Mỹ, chi viện miền Nam, đánh bại chiến lược "chiến tranh cục bộ" (1963 - 1968);
- Đỉnh cao của chiến lược ngăn chặn và chống ngăn chặn (1969 - 1972);
- Thế trận Trường Sơn, tham gia cuộc Tổng tiến công và nổi dậy mùa Xuân 1975, đỉnh cao là chiến dịch Hồ Chí Minh;
- Sự ủng hộ của quốc tế đối với Việt Nam trên đường Hồ Chí Minh;
- Sưu tập hiện vật về chiến tranh điện tử và chiến tranh huỷ diệt của Mỹ ở Trường Sơn;
- Bộ đội đường Hồ Chí Minh - Binh đoàn Trường Sơn, đơn vị kế thừa và phát huy truyền thống;
- Trưng bày ngoài trời.